# Nuestra Señora de Tenos

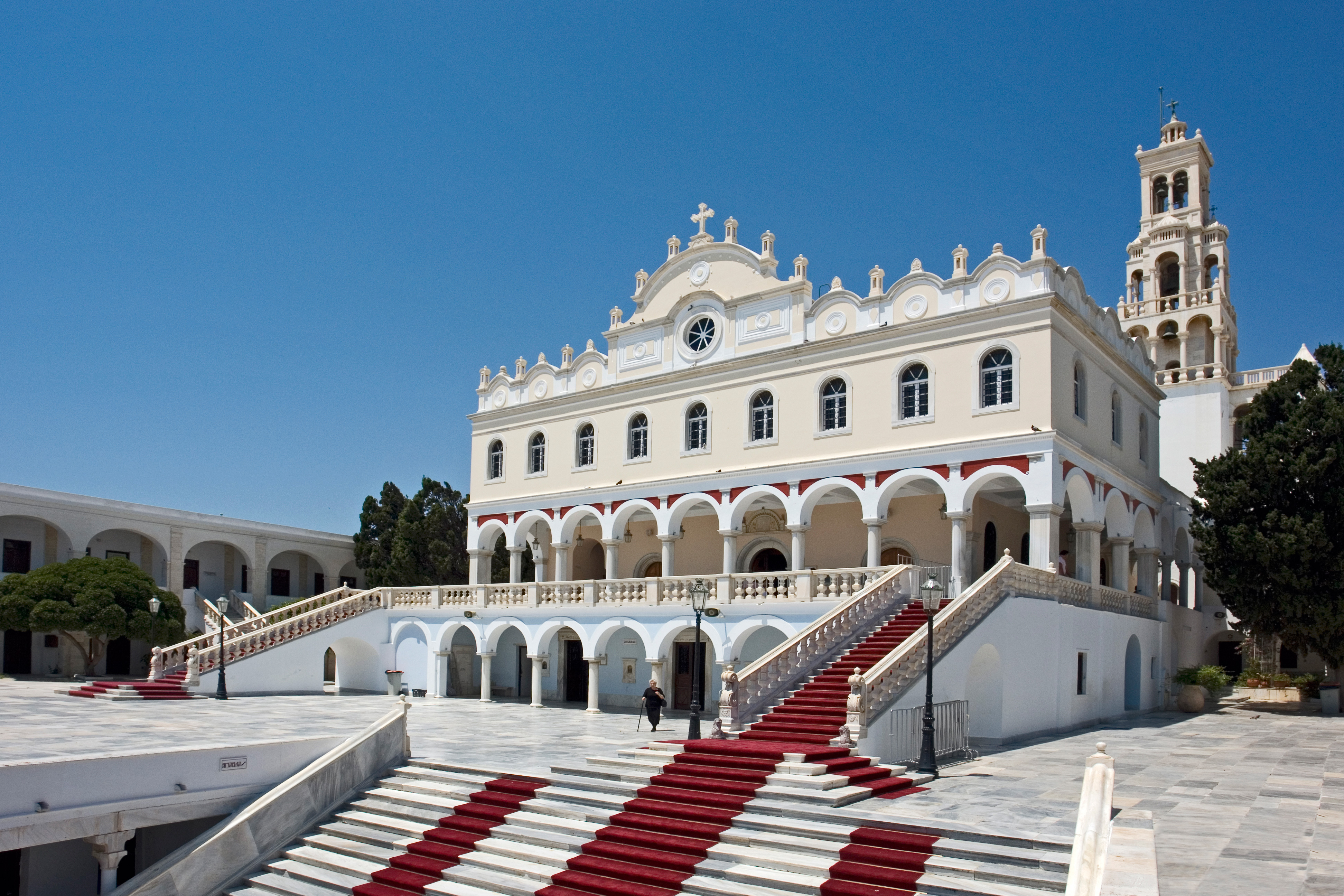
Nuestra Señora de Tenos

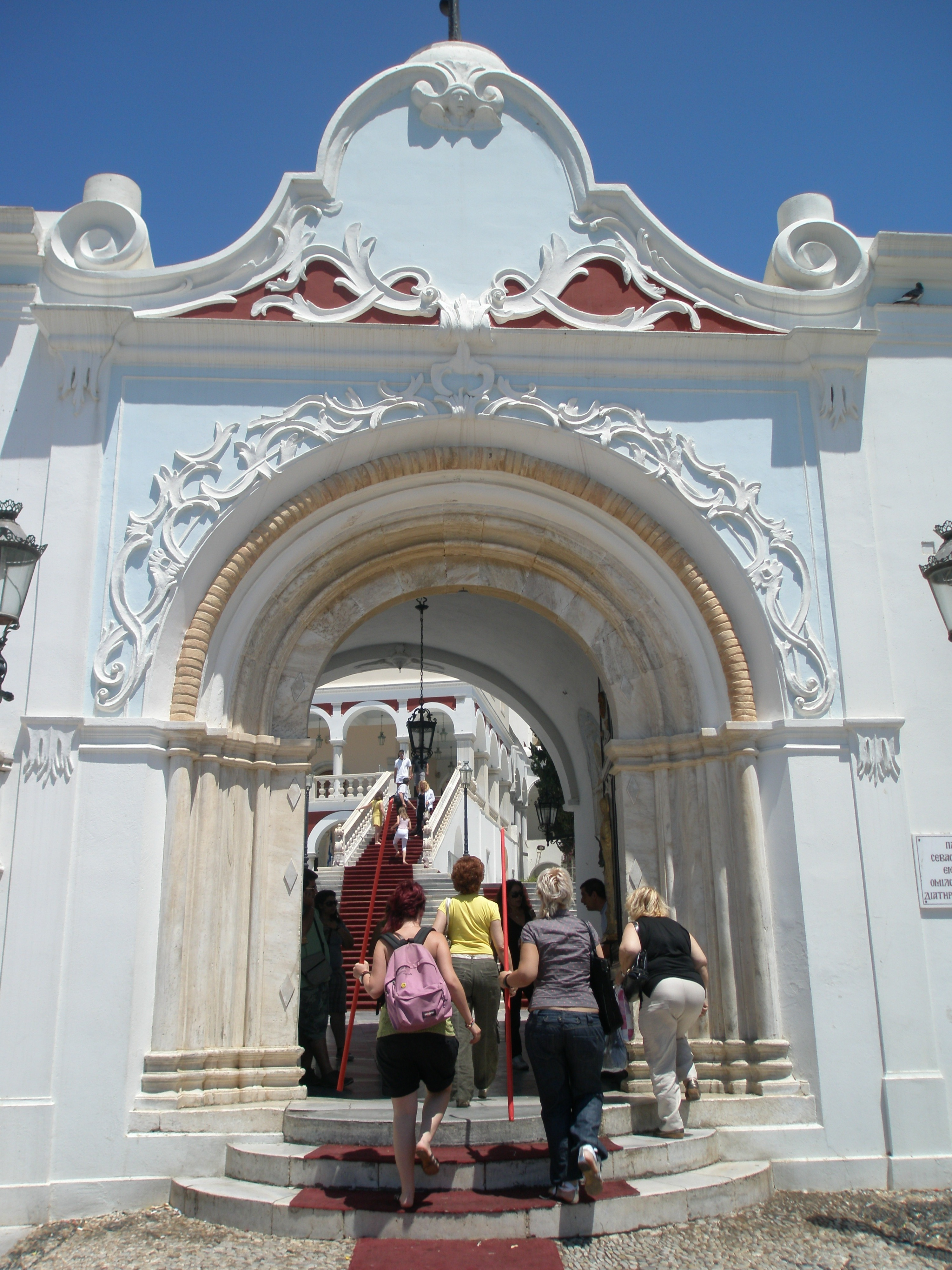
Entrada

Nuestra Señora de Tinos (en griego: Παναγία Ευαγγελίστρια της Τήνου: Panagía Evangelístria tis Tinou, lit.. "La Virgen Evangelizadora de Tinos", y Μεγαλόχαρη της Τήνου, Megalóchari tis Tinou, lit.. "La gran llena de gracia de Tinos") es el mayor santuario Mariano de Grecia. Está localizado en la ciudad de Tinos, en la isla homónima de Tinos. La Iglesia católica conmemora su festividad el 30 de enero.
El edificio está construido alrededor de un icono milagroso que, según la tradición, fue encontrado después de la aparición mariana a la monja Pelagia, revelándole dónde estaba enterrado el icono. El icono está considerado como fuente de numerosos milagros. Actualmente está casi completamente revestido de plata, oro, y joyas, y se conoce popularmente como "Megalóchari" ("[Aquella de] la Gran Gracia") o sencillamente como "Chári Tis" ("Su Gracia").  Debido a esto, la iglesia recibe la misma denominación, y se considera como protectora de marineros y sanadora de los enfermos.
El icono se encontró los primeros días después de la fundación de la nación griega moderna, por lo que Nuestra Señora de Tenos fue declarada como la patrona de la nación griega. En el pasado se pensó que el icono había sido pintado por san Lucas Evangelista, noción que no ha sido confirmada ni desmentida, pero que llevó a realizar una colecta nacional para edificar la iglesia que lo aloja.
La iglesia fue diseñada por Efstratios Emmanuel Kalonaris, arquitecto natural de la propia Tinos, en el estilo del Renacimiento, y fue inaugurada en 1830. Desde entonces  constituye el destino de peregrinación cristiana más importante de Grecia, igual a lo que puede representar Lourdes para Francia, o Fátima para Portugal.  La iglesia recibe un número vasto de donaciones en plata y oro votivos cada año; estas donaciones son subastadas y el dinero se utiliza para obras de caridad.
Oficialmente, la iglesia está dedicada a la Anunciación de la Virgen María. La mayor fiesta celebrada en la iglesia, empero, es la Dormición de la Theotokos el 15 de agosto, conmemorada por la Iglesia ortodoxa griega, siguiendo la tradición de las Islas del Egeo, donde la Dormición representa el festival principal del verano.

## Lectura complementaria
- Jill Dubisch, In A Different Place: pilgrimage, gender and politics at a Greek island shrine. Princeton: Princeton University Press, 1995. ISBN 0-691-02968-7 selected pages en Google Libros